# Bactra festa
Bactra festa es una especie de polilla del género Bactra, categorizada en la tribu Olethreutini, de la subfamilia Olethreutinae.

## Distribución
Se distribuye por Japón.

## Taxonomía
Fue descrita por Diakonoff en 1959 y publicada en (Bactra), Bijdr. dierk. 29: 179.